# Menesida nigripes
Menesida nigripes là một loài bọ cánh cứng trong họ Cerambycidae.